# 入唐求法巡礼行記

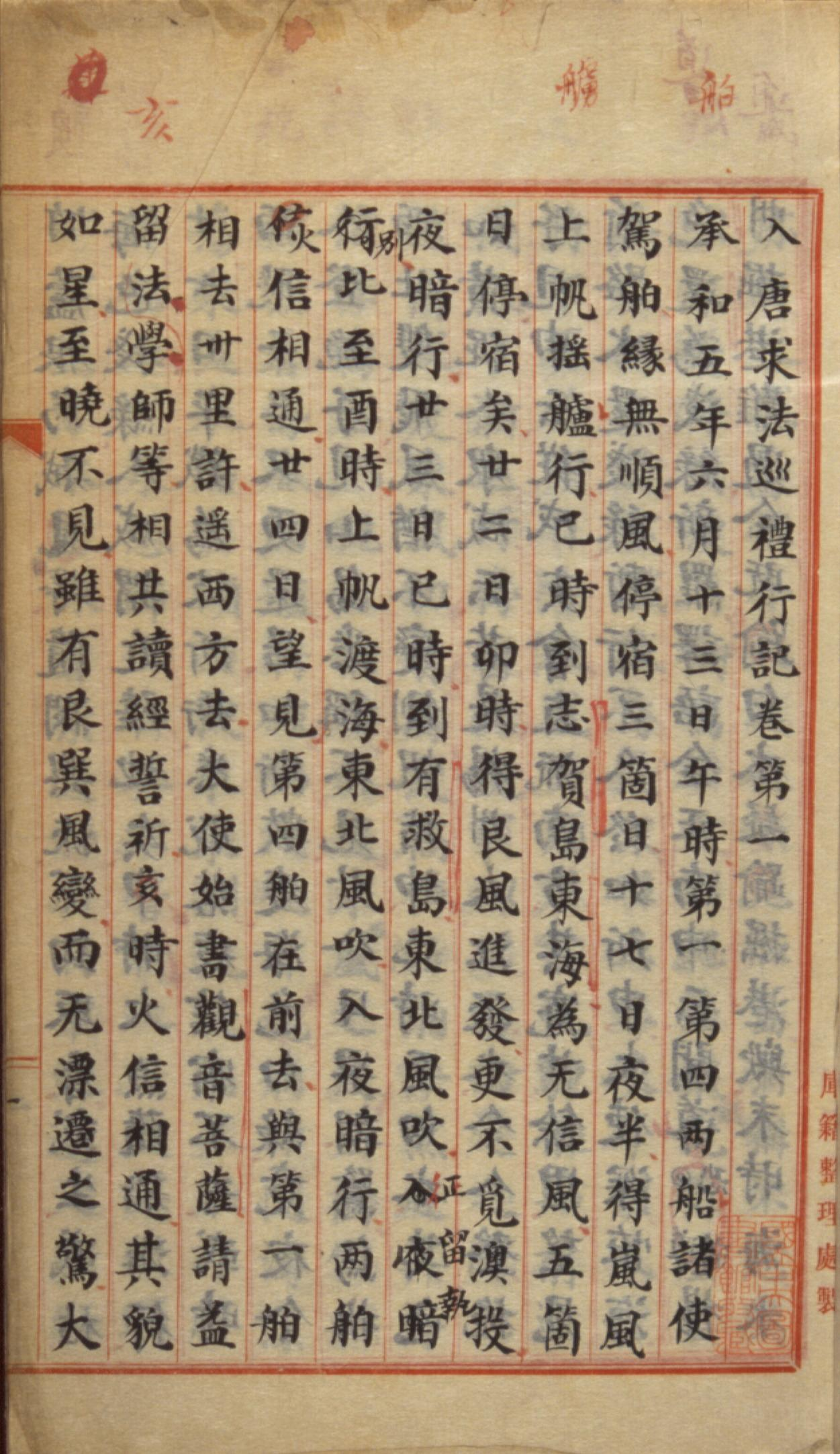
台湾の国家図書館に保存されている"入唐求法巡禮行記"の1ページ

『入唐求法巡礼行記』（にっとうぐほうじゅんれいこうき、旧字体：入唐求法巡禮行記）とは、9世紀の日本人僧で、最後の遣唐使（承和）における入唐請益僧である円仁の旅行記である。
その記述内容は、円仁がちょうど遭遇してしまった、武宗による会昌の廃仏の状況を記録した同時代史料として注目される。また、正史には見られない、9世紀の中国の社会・風習についての記述も多く、晩唐の歴史研究をする上での貴重な史料として高く評価される。円仁は最澄に師事した天台僧で、のちに山門派の祖となる。
838年（承和5年）、博多津を出港した場面から始まり、揚州へ向かい、847年（承和14年）に帰国するまでを記述する。日記式の文体で書かれる。

## 沿革
入宋した僧成尋が北宋皇帝に進上している。
その後所在が忘れられていたが、明治に入って写本が東寺で再発見された。1955年には、駐日アメリカ合衆国大使でもあったエドウィン・O・ライシャワーが英訳して紹介し、各国語に翻訳されて広く知られる所となる。

## 内容
全4巻から構成される。
- 巻一（承和5年・開成3年、838年 - 承和6年・開成4年、839年）： 日本出発から、揚州、楚州などでの滞在、五台山への出発まで。遣唐使一行としての行動や、地方官庁との交渉、在唐日本人との交流などが記される。
- 巻二（承和6年・開成4年、839年 - 承和8年・開成6年/会昌元年、841年）： 五台山巡礼、長安への旅と滞在。五台山の各寺院の様子や仏教儀式、長安での諸寺巡り、外国人僧侶との交流、経典収集などが中心となる。
- 巻三（承和9年・会昌2年、842年 - 承和12年・会昌5年、845年）： 長安での求法活動の継続と、会昌の廃仏の始まりと展開。仏教弾圧が厳しさを増す中で、円仁自身が体験した困難や、還俗させられる僧侶、破壊される寺院の様子などが生々しく記録されている。
- 巻四（承和12年・会昌5年、845年 - 承和14年・大中元年、847年）： 迫害を逃れての帰国の途、新羅商人との関わり、日本への帰着、将来品目録の提出まで。帰国途上の苦難や、新羅の港の様子、無事に帰国できた安堵などが綴られる。

記録されている事柄は多岐にわたり、次のような情報が含まれる。仏教関連として、諸寺院の伽藍、仏像、壁画の様子、斎会や講経などの仏教儀式、各宗派の教義や活動、訳経事業、僧侶の日常生活、戒律、会昌の廃仏による寺院破壊、経典焼却、僧侶の還俗の実態など。社会・経済として、唐の都市や農村の風景、物価、交通（運河、陸路）、宿駅制度、商業活動、貨幣制度、税制、治安状況。政治・外交として、中央政府や地方官庁の仕組み、官僚の行動、遣唐使の活動、外国人（新羅人、ウイグル人など）の動向、唐と周辺諸国との関係。文化・風俗として、食生活、衣習俗、年中行事、医療、音楽、舞踊、民間信仰。その他にも、天候、地理、動植物に関する記述がある。

## 構成
全4巻、文量は7万字。
原本は失われた。1291（正応4）年に京都祇園の長楽寺の兼胤という僧が72歳の時に書写した東寺観智院旧蔵本が最古の写本である。70歳を越えた老僧が老眼鏡もない時代に苦労して書写した写本であり、解読に困難な文字が少なくない。兼胤の書写本は1952年に国宝指定され現在は岐阜県の法人が所有している。
- 巻一　承和5年（838年）6月13日[1] - 開成4年（839年）4月18日
- 巻二　開成4年（839年）4月19日 - 開成5年（840年）5月16日
- 巻三　開成5年（840年）5月28日 - 会昌3年（843年）5月26日
- 巻四　会昌3年（843年）6月3日 - 承和14年（847年）12月14日条

## 日本語訳
- 『入唐求法巡礼行記』 足立喜六訳注、塩入良道補注・解説、平凡社〈東洋文庫〉全2巻（訳文は文語体）、オンデマンド版・Kindle版も刊
- 『入唐求法巡礼行記』 深谷憲一訳、中央公論社〈中公文庫〉。原文と現代語訳
- 堀一郎訳 『古典日本文学全集15　仏教文学集』 筑摩書房。数十頁の現代語抜粋訳
- 木内堯央訳 『最澄・円仁　大乗仏典 中国・日本篇 第17巻』 中央公論社。数十頁の現代語抜粋訳

## 文献
- 小野勝年 『入唐求法巡礼行記の研究』（法藏館（全4巻）、新版1989年、2014年）- 大部の研究書
- 壬生台舜 『叡山の新風－山家学生式「最澄」、入唐求法巡礼行記「円仁」　日本の仏教3』（筑摩書房、1967年）
- エドウィン・ライシャワー 『円仁 唐代中国への旅 「入唐求法巡礼行記」の研究』
田村完誓訳、講談社学術文庫、1999年／元版は、実業之日本社と原書房
- 阿南ヴァージニア・史代[2] 『円仁慈覚大師の足跡を訪ねて 今よみがえる唐代中国の旅』
小池晴子訳、ランダムハウス講談社、2007年
- 松原哲明 『マルコ・ポーロを超えた男　慈覚大師円仁の旅』 写真・福島一嘉、佼成出版社、1993年
- 玉城妙子 『円仁求法の旅』 講談社、2000年
- 佐伯有清 『最後の遣唐使』 講談社現代新書、1978年／講談社学術文庫、2007年
- 斎藤円真（齋藤圓眞）『天台入唐入宋僧の事跡研究』 山喜房仏書林、2006年　
  - 『渡海天台僧の史的研究』 山喜房仏書林、2010年 - 各・学術研究の大著
- 『円仁とその時代』 鈴木靖民編、高志書院、2009年 - 関連論考は第2章